# Gervais
Gervais és una població dels Estats Units a l'estat d'Oregon. Segons el cens del 2007 tenia 2.250 habitants.

## Demografia
Segons el cens del 2000, Gervais tenia 2.009 habitants, 452 habitatges, i 391 famílies. La densitat de població era de 1.988,9 habitants per km².
Dels 452 habitatges en un 59,7% hi vivien nens de menys de 18 anys, en un 66,8% hi vivien parelles casades, en un 9,7% dones solteres, i en un 13,3% no eren unitats familiars. En el 9,5% dels habitatges hi vivien persones soles el 2,7% de les quals corresponia a persones de 65 anys o més que vivien soles. El nombre mitjà de persones vivint en cada habitatge era de 4,39 i el nombre mitjà de persones que vivien en cada família era de 4,45.
Per edats la població es repartia de la següent manera: un 37,7% tenia menys de 18 anys, un 12,9% entre 18 i 24, un 34% entre 25 i 44, un 10,6% de 45 a 60 i un 4,7% 65 anys o més.
L'edat mediana era de 24 anys. Per cada 100 dones de 18 o més anys hi havia 132,1 homes.
La renda mediana per habitatge era de 43.882$ i la renda mediana per família de 44.118$. Els homes tenien una renda mediana de 21.490$ mentre que les dones 21.167$. La renda per capita de la població era de 10.862$. Aproximadament el 13,3% de les famílies i el 17,3% de la població estaven per davall del llindar de pobresa.

## Poblacions més properes
El següent diagrama mostra les poblacions més properes.